# 甯長真
甯 長真（ねい ちょうしん、生年不詳 - 626年）は、隋末唐初の南平獠の首長。

## 経歴
南朝陳の寧越郡太守の甯猛力の子として生まれた。甯氏は代々南平渠帥をつとめた一族であった。猛力が死去すると、長真は隋の欽州刺史となった。仁寿末年、隋の驩州道行軍総管の劉方が林邑に遠征すると、長真はその麾下として従軍し、驩州刺史の李暈や上開府の秦雄らとともに越常に進出した。後に部落数千を率いて隋の高句麗遠征にも従軍した。長真は煬帝に召し出されて鴻臚卿となり、安撫大使に任じられた。帰郷すると、一族の甯宣を合浦郡太守とした。618年、煬帝が宇文化及に殺害されたと聞くと、長真は鬱林郡と始安郡の地をもって蕭銑に帰順した。長真は蕭銑の命を受けて百越の人々を率いて海を渡り、交趾郡を攻撃した。交趾郡太守の丘和は司法書佐の高士廉を派遣して長真を撃退させた。長真は身ひとつで逃亡し、その部下はことごとく高士廉に降伏した。622年（武徳5年）4月、長真は唐に降った。李淵により欽州都督に任じられた。甯宣もまた唐に降伏を願い出たが、返事が来ないうちに甯宣は死去した。甯宣の子の甯純が南合州刺史となり、一族の甯道明が越州刺史となった。623年（武徳6年）、長真は朝廷に大珠を献上しようとしたが、李淵は遠路の輸送が民衆の負担になることを嫌って受け取らなかった。甯道明と高州の首領の馮暄や談殿が越州に拠って反乱を起こし、姜州を攻撃した。甯純が兵を出して反乱を援助した。625年（武徳8年）、長真は朝廷側に立って、反乱側の封山県を攻め落とした。626年（武徳9年）、甯道明が越州の人に殺害された。ほどなく長真は死去し、子の甯拠が欽州刺史の任を継いだ。